# Mackie
Mackie（マッキー）は、アメリカ合衆国のプロフェッショナル音響機器ブランド。1988年にアメリカ合衆国・シアトルにてグレッグ・クラーク・マッキーによって立ち上げられた。マッキーは、手ごろで多機能な小型ミキシング・コンソールの製作者であった。Mackieはラウド・オーディオの主要な製造機器ブランドとなっている。
日本への輸入は、音響特機株式会社が担っている。

## 歴史
マッキー・デザインズ社（英語: Mackie Designs, Inc.）は、グレッグ・クラーク・マッキーによって、アメリカ合衆国ワシントン州ウッディンビルで設立された。設立者のマッキーは、元々ボーイング社の社員であり、余暇を使ってプロフェッショナル音響機器やギターアンプを製作し始めた。小規模なミキサー製造業者のTAPCO、家庭用オーディオ・プロセッサー製造業者のAudioControlの設立後、マッキーはMackieのブランド名の下、手ごろで多機能な小型ミキシング・コンソールの設計製造を行うマッキー・デザインズ社を立ち上げた。設立当初は、ワシントン州エドモンズの寝室が3部屋のコンドミニアムで活動していた。Mackieの最初の製品は、LM-1602ラインミキサーで、価格は399ドルであった。

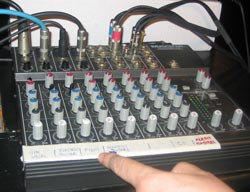
Mackie Micro Series 1202 mixer

LM-1602が、商業的に一定の成功を収めたことで、1991年に会社は正式な工場を立ち上げ、そちらに移転した。そして、移転先でLM-1602の後継機であるCM-1604の設計製造を行った。卓上、もしくは携帯型のミキサーのどちらでも使用できる柔軟性に加え、確かな性能と他社よりも安価な価格により、CR-1604は様々な市場で販売され、使用された。CR-1604は、途方もない成功をおさめ、1996年までに10万台を売り上げた。これは、この時のMackieの総収益の48%を占めていた。
この間、Mackieはミキサー業界の中にしっかりと留まり、1993年にはマルチトラック録音とライヴ音源製作用の8バス・ミキシング・コンソールを発表している。Mackieは、シアトル周辺の多くの電子や製造下請け業者の中で強さを発揮するようになり、低い総生産コストと共に、高い生産能力と高品質を達成する自動組立機械を使用した。この時、会社は1年の間に100%を超える成長を記録し、Mackieの移転と毎年の生産能力拡張を強いられる状態になった。そして、1994年までにMackieは、工場を30,000平方フィート（約2,787m2）まで拡張、250人を雇用し、毎年の設備投資に3,550万ドルを支出していた。
1995年には、Mackieは創業から10万台のミキサー販売数を達成し、90,000平方フィート（約8,361m2）の工場に移転している。会社は株式公開を実施し、この年の暮れには、AES大会で、8バスコンソールのためのウルトラミックス・ユニバーサル・オートメーション・システムを発表している。
1996年までに、Mackieはベテランの工業デザイナーであるカル・パーキンズ（Cal Perkins）が入社したことから製品を多様化させ、パワーアンプやパワードミキサー、そしてスタジオ・モニター・スピーカーにも参入している。1999年、マッキー・デザインズのラディオ・シネ・フォルニトゥレ株式会社の取得による影響で、MackieはSRM450ラウドスピーカーを発表し、2001年までにスピーカーはMackie総販売の55%を占めるまでになった。
多くのプロフェッショナル音響機器の製造してきたMackieは、2020年1月16日に初めてとなるマイクロフォンとなるMackie EM91Cを発売し、マイクロフォン製造に参入した。EM91Cは、Mackieが初めてマイクロフォン開発に取り組んだ製品であり、ユーザーレビューや品質に比べて安価であるという特徴を持っていた。その後、MackieはEM91CのUSB形式のEM91CUや、カージオイド・ダイナミック形式の手持ちマイクロフォンであるEM89Dやダイナミック形式の放送用マイクロフォンのEM99bの製造を開始している。

## 名称変更
2003年、会社運営は、マッキー・デザインズの名前をラウド・テクノロジーズ社（英語: LOUD Technologies, Inc.）に変更することを発表した。これは、親会社であるマッキー・デザインズと、ブランドであるMackieの混同を防ぐために実施された。

## 買収
2023年12月4日、MackieはRØDEマイクロフォンに買収された。

## VLZシリーズの技術的問題
2020年、Gearspace.comにて「LincolmG」と名乗るユーザーによる投稿が切っ掛けとなり、オンライン上で議論が始まり、最終的にVLZシリーズのミキサーで使用されているMackieのOnyxチップの設計上の欠陥が明らかとなった。この議論に参加した他のユーザーは、彼ら自身の経験を逸話のように共有しており、加えて、その後に「LincolnG」によって行われた試験・検証の上文書化された結果、VLZシリーズのミキサーにはステレオの音源作成に影響するような設計上の欠陥の存在が判明している。その後の数年間、何人かの人物が「LincolnG」の調査結果の検証を行っている。